# Ідіосинкразичний кредит
Ідіосинкразичний кредит (англ. idiosyncrasy credit) - це концепція в соціальній психології, запропонована психологом Едвіном Холландером, яка припускає, що член групи (найчастіше лідер) здатний відхилятися від групових норм, використовуючи свій «Кредит ідіосинкразації», завдяки тривалому вкладу в життя групи. Індивід може це зробити лише у тому випадку, якщо його групове оточення усвідомлює його компетентність та оцінює його поведінку, як відповідну загальноприйнятим нормам.

## Огляд
Величина кредиту може визначатися соціальним статусом, компетентністю індивіда, що відповідає нормативним правилам окремо взятої групи, моральним цінностям, але на початковому етапі може мати значення зовнішні чинники сприйняття людини, у міру розвитку взаємодії оцінюється характер. Внаслідок цих показників відбувається накопичення позитивних вражень від індивіда. У відповідності з цим він отримує від групи кредит, який надає йому по можливості вибирати нестандартну поведінку, при цьому він може бути впевнений, що не втратить групову довіру, а так само, що він не стане об'єктом для будь-яких групових санкцій.
Кредит ідіосинкразації має вичерпний характер, він може поповнюватися при застосуванні індивідом успішних рішень і витрачатися при бездіяльності, помилкових рішеннях або відчуженості від групового життя. При повній розтраті кредиту член групи, зважаючи на існуючий статус, перестає бути лідером і втрачає своїх прихильників або стає аутсайдером групи. Збереження кредиту може бути здійснено, за умови, якщо дії відхилені від норм поведінки сприятимуть більш повному досягненню поставленої мети.
Тобто, кредит ідіосинкразації, заробляється завдяки повазі більшості, а не становищу в ієрархії.

## Лідерство
За бажанням, лідером може стати член групи, який накопичив найбільшу кількість очок кредиту ідіосинкразації, при цьому йому даються деякі привілеї, наприклад: право на прийняття рішень, управління та можливість застосувати санкції. Кредити можуть бути також надані індивіду для інноваційних дій у зв'язку з очікуваннями, що пов'язуються членами групи з його лідерською роллю.
Лідер із високим кредитом ідіосинкразації здатний приносити в життя групи деякі нововведення, водночас, створюючи оновлені норми поведінки, які потрібно дотримуватись для заробітку кредиту.